# SAPS II
SAPS II è un sistema di classificazione della gravità delle malattie, progettato per misurare la gravità nei pazienti (di età pari o superiore a 18 anni) ricoverati in unità di terapia intensiva. Il suo nome sta per "Simplified Acute Physiology Score II" ed è uno dei numerosi sistemi di classificazione clinica usati in ambito intensivistico.

## Applicazione
24 ore dopo il ricovero in terapia intensiva, la misurazione va effettuata e restituisce un punteggio intero compreso tra 0 e 163, e una mortalità prevista, compresa tra 0% e 100%. Il punteggio non viene ricalcolato durante la prosecuzione della degenza. Se un paziente viene dimesso da e riammesso, è possibile ricalcolare un nuovo punteggio SAPS II.
Questo sistema di punteggio è principalmente utilizzato per:
- descrivere la morbilità di un paziente confrontando il risultato con altri pazienti.
- descrivere la morbilità di un gruppo di pazienti confrontando l'esito con un altro gruppo di pazienti

## Calcolo
Il punteggio è dato da 12 variabili fisiologiche e 3 variabili correlate alla malattia durante le prime 24 ore, da informazioni sullo stato di salute precedente e da alcune informazioni ottenute al momento del ricovero.
I parametri sono:
- Età
- Frequenza cardiaca
- Pressione arteriosa sistolica
- Temperatura
- Scala del coma di Glasgow
- Ventilazione meccanica o CPAP
- PaO2
- FiO2
- Diuresi
- Azoto ureico nel sangue
- Sodio
- Potassio
- Bicarbonato
- Bilirubina
- Globuli bianchi
- Malattie croniche
- Tipo di ricovero

A differenza di APACHE II, il valore risultante è nettamente migliore nel confrontare pazienti con diverse malattie.
Il metodo di calcolo fornisce una mortalità prevista, cioè puramente statistica. Non dice la possibilità di sopravvivenza del singolo paziente.